# Югані Ояла
Югані Ояла (фін. Juhani Ojala, нар. 19 червня 1989, Вантаа) — фінський футболіст, захисник клубу «СІК».

## Клубна кар'єра
Вихованець юнацького клубу ГІК. Дебютував у команді 21 вересня 2008 року в матчі чемпіонату Фінляндії проти клубу МюПа-47, замінивши на останній хвилині зустрічі Паулуса Ройху
. Цей матч так і залишився для Ояли єдиним в сезоні.
Більшу частину сезонів 2008 та 2009 захисник провів у фарм-клубі ГІКа — «Клубі-04». За ГІК в 2009 році Ояла зіграв лише в 4 матчах, в одному з яких (1 липня 2009 року проти ВПС) віддав гольову передачу на Шейна Фаулера
.
У чемпіонатах Фінляндії 2010 і 2011 Юхані Ояла був основним гравцем і провів 41 матч за ГІК. 4 липня 2011 року захисник забив перший гол у своїй професійній кар'єрі (ворота КуПСа)
. Ояла у складі ГІКа неодноразово ставав чемпіоном Фінляндії, а 14 липня 2010 року в матчі другого відбіркового раунду проти «Екранаса» дебютував у Лізі чемпіонів.
У серпні 2011 року Ояла перейшов у швейцарський «Янг Бойз». Перший матч за нову команду захисник провів 17 вересня 2011 року в рамках кубку Швейцарії і відзначився забитим голом. Юхані Ояла дебютував у Суперлізі 27 жовтня 2011 року у матчі з «Ксамаксом». Захисник вийшов на заміну замість Морено Констанцо на 89-й хвилині зустрічі.
У сезоні 2012/13 Ояла у складі «Янг Бойз» брав участь у Лізі Європи. У матчі з «Ліверпулем» 20 вересня 2012 року фінський захисник забив гол спочатку у свої ворота, а потім і у ворота суперника.
З початку 2013 року два з половиною сезони захищав кольори російського «Терека», проте основним гравцем так і не став, тому на другу половину 2015 року здавався в оренду в рідний ГІК.
1 вересня 2016 року Ояла підписав контракт з клубом СІК. Відтоді встиг відіграти за команду з Сейняйокі 9 матчів в національному чемпіонаті.

## Виступи за збірні
2007 року дебютував у складі юнацької збірної Фінляндії, взяв участь у одній грі на юнацькому рівні.
Протягом 2008—2010 років залучався до складу молодіжної збірної Фінляндії. На молодіжному рівні зіграв у 12 офіційних матчах.
15 листопада 2011 року дебютував в офіційних іграх у складі національної збірної Фінляндії в товариському матчі проти збірної Данії. Захисник вийшов на заміну у другому таймі замість Петрі Пасанена. Наразі провів у формі головної команди країни 16 матчів.

## Досягнення
- Чемпіон Фінляндії (2):

ГІК: 2009, 2010
- Володар Кубка Фінляндії (1):

СЯК: 2016
- Володар Кубка Швеції (1):

Геккен: 2018-19